# Peter Guarasci
Peter Guarasci, né le 25 février 1974 à Niagara Falls, au Canada, est un ancien joueur canadien de basket-ball, évoluant aux postes d'ailier fort et de pivot. 

## Palmarès
- Finaliste du championnat des Amériques 1999
- 3e du championnat des Amériques 2001